# Pierre Maillon
Pierre Jean Maillon (* 15. März 1880 in Ivry-en-Montagne; † 21. November 1930 in Paris) war ein französischer Autorennfahrer.

## Karriere als Rennfahrer
Pierre Maillon war Starter beim ersten 24-Stunden-Rennen von Le Mans der Motorsportgeschichte. Gemeinsam mit seinen Teampartner Léopold Jouguet fuhr er 1923 einen Brasier TB4 an die 27. Stelle der Gesamtwertung.

## Statistik

### Le-Mans-Ergebnisse
| Jahr | Team                | Fahrzeug    | Teamkollege     | Platzierung | Ausfallgrund |
| ---- | ------------------- | ----------- | --------------- | ----------- | ------------ |
| 1923 | Automobiles Brasier | Brasier TB4 | Léopold Jouguet | Rang 27     |              |